# Infurcitinea marcunella
Infurcitinea marcunella är en fjärilsart som beskrevs av Hans Rebel 1901. Infurcitinea marcunella ingår i släktet Infurcitinea och familjen äkta malar.
Artens utbredningsområde är Algeriet. Inga underarter finns listade i Catalogue of Life.